# Batuiruçu
A batuiruçu, ou tarambola-dourada-pequena ou tarambola-dourada-americana (Pluvialis dominica) é uma ave limícola da ordem dos caradriformes. É parecida com a tarambola-dourada, distinguindo-se principalmente pela contra-asa cinzenta e não branca. No Brasil é conhecida por batuiruçu ou batuíra-do-campo.

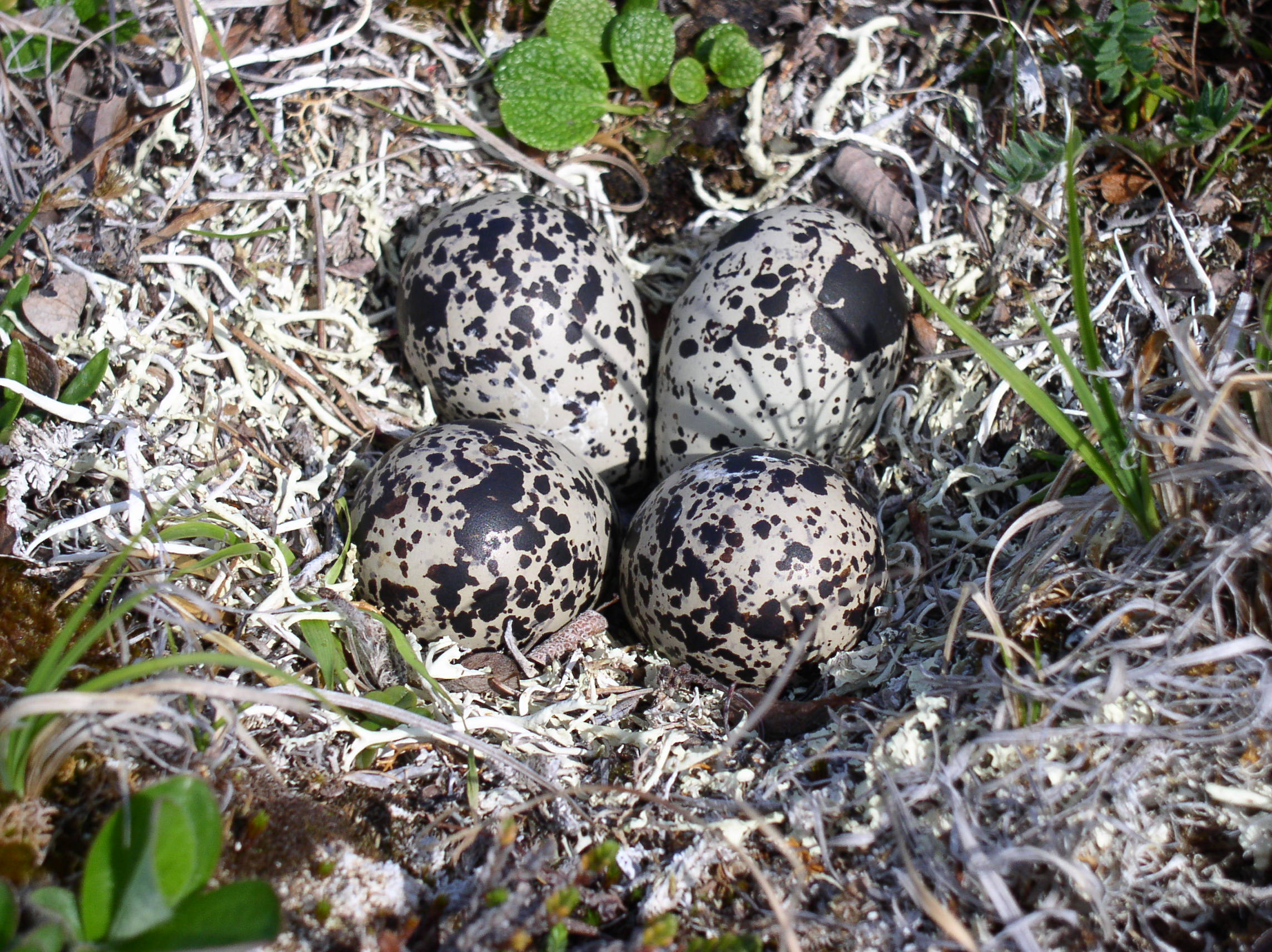
Ninho e ovos da tarambola-dourada-pequena

Procria na América do Norte no ambiente da tundra no ártico e subártico, onde nidifica em encostas rochosas mais altas e secas. Os ninhos são depressões no solo onde quatro ovos são postos, uma ninhada por temporada. O período de incubação é de 25-27 dias. Normalmente, o macho incuba os ovos durante o dia e a fêmea à noite. Jovens são precoces e deixam o ninho dentro de horas após a eclosão. Na América do Sul é um visitante setentrional comum em águas interiores, campos e na orla marítima. É muito rara na Europa.

## Subespécies
A espécie é monotípica (não são reconhecidas subespécies).